# صومعه تارگمانچاتس، آیگشات
صومعه تارگمانچاتس (ارمنی: Թարգմանչաց վանք; انگلیسی: Targmanchats monastery) یک صومعه حواری ارمنی واقع در آیگشات، واغارشاپات، در استان آرماویر، ارمنستان می‌باشد. ساخت و ساز این ساختمان بین سده‌های ۶ام-۷ام میلادی؛ به پایان رسید. این بنا به سبک معماری ارمنی طراحی شده‌است.

## نگارخانه

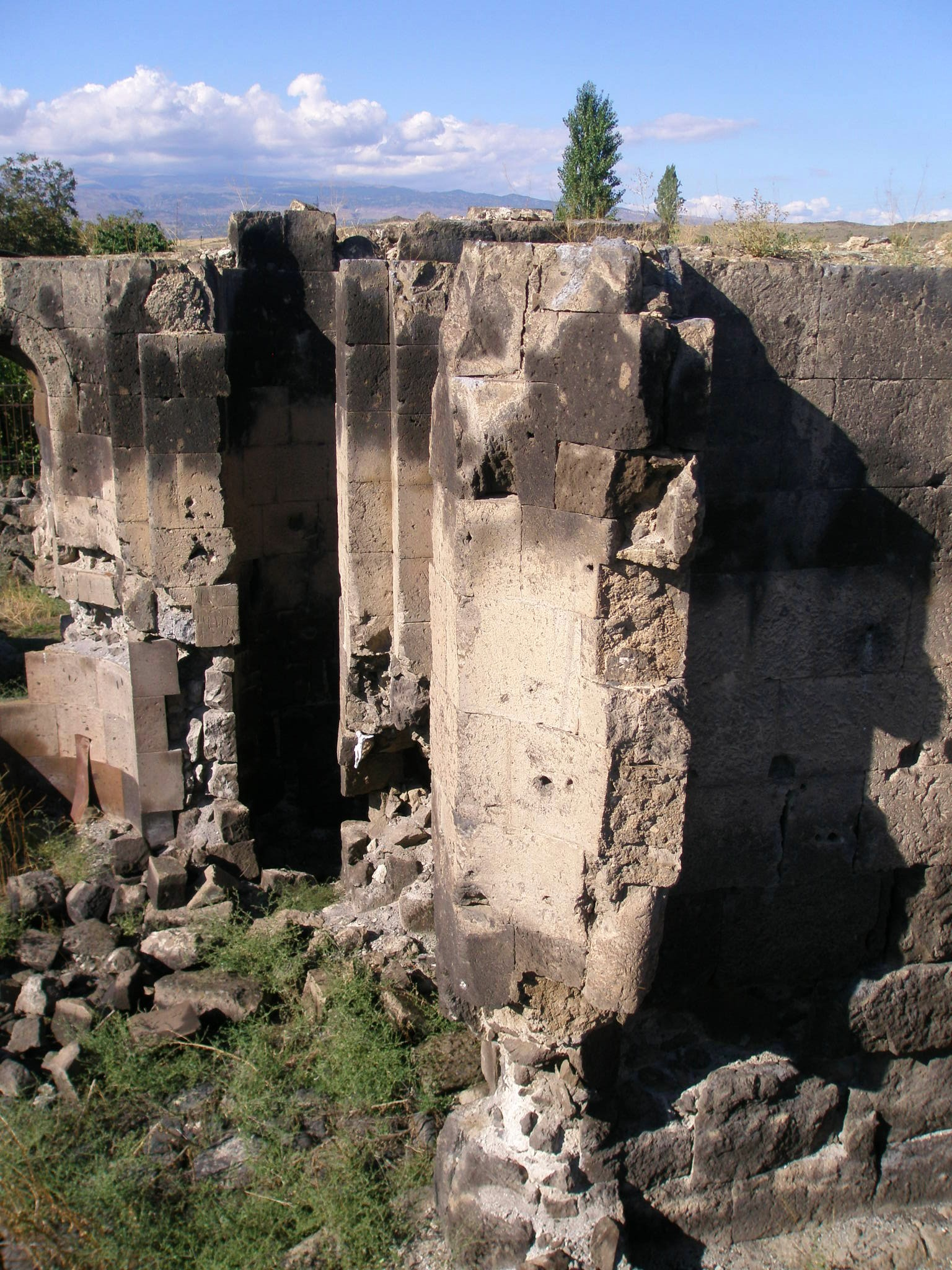
Another view of the ruins.